# From Scene to Shining Scene
From Scene to Shining Scene is het derde studioalbum van de Canadese poppunkband Chixdiggit. Het werd oorspronkelijk uitgegeven op 22 augustus 2000 via Honest Don's Records, een sublabel van het grotere Fat Wreck Chords. Op 23 juli 2013 werd de vinyl-versie van het album heruitgegeven met drie bonustracks, ditmaal door Fat Wreck Chords zelf.

## Nummers
1. "My Dad vs. P.M." - 1:53
2. "Spanish Fever" - 2:09
3. "Thursday Night" - 1:42
4. "Melissa Louise" - 3:30
5. "Aromatherapy" - 1:58
6. "Folks Are Gone" - 2:25
7. "Moto Foxe" - 2:59
8. "Sweaty and Hairless" - 1:50
9. "Going to the Peelers?" - 2:58
10. "Summer Please" - 1:57
11. "Born in Toulouse" - 3:14

### Heruitgave
1. "Don’t Believe What You Read"
2. "She’s So Modern"
3. "She Gets All the Girls"

## Band
- K. J. Jansen - gitaar, zang
- Michael Eggermont - basgitaar
- Mark O'Flaherty - gitaar
- Dave Alcock - drums